# GMM Grammy
GMM Grammy Public Company Limited (taj. จีเอ็มเอ็ม แกรมมี่ lub G"MM' Grammy) – największy koncern mediowy w Tajlandii. Posiada 70-procentowy udział w krajowym przemyśle rozrywkowym. Artyści Grammy to Thongchai McIntyre, Silly Fools i Loso. Oprócz działalności muzycznej firma zajmuje się produkcją koncertów, zarządzaniem artystami, produkcją oraz publikacją filmową i telewizyjną.